# Масдам
Масдам (нід. Maasdam) — село в нідерландській провінції Південна Голландія. Входить до муніципалітету Гуксе-Вард.
Його площа становить 9,62 км², а населення станом на 2021 рік складало 3 235 осіб.
До 1984 року мало статус окремого муніципалітету.
Широко відоме завдяки однойменному сиру, який тут виробляється з XIV століття

## Галерея

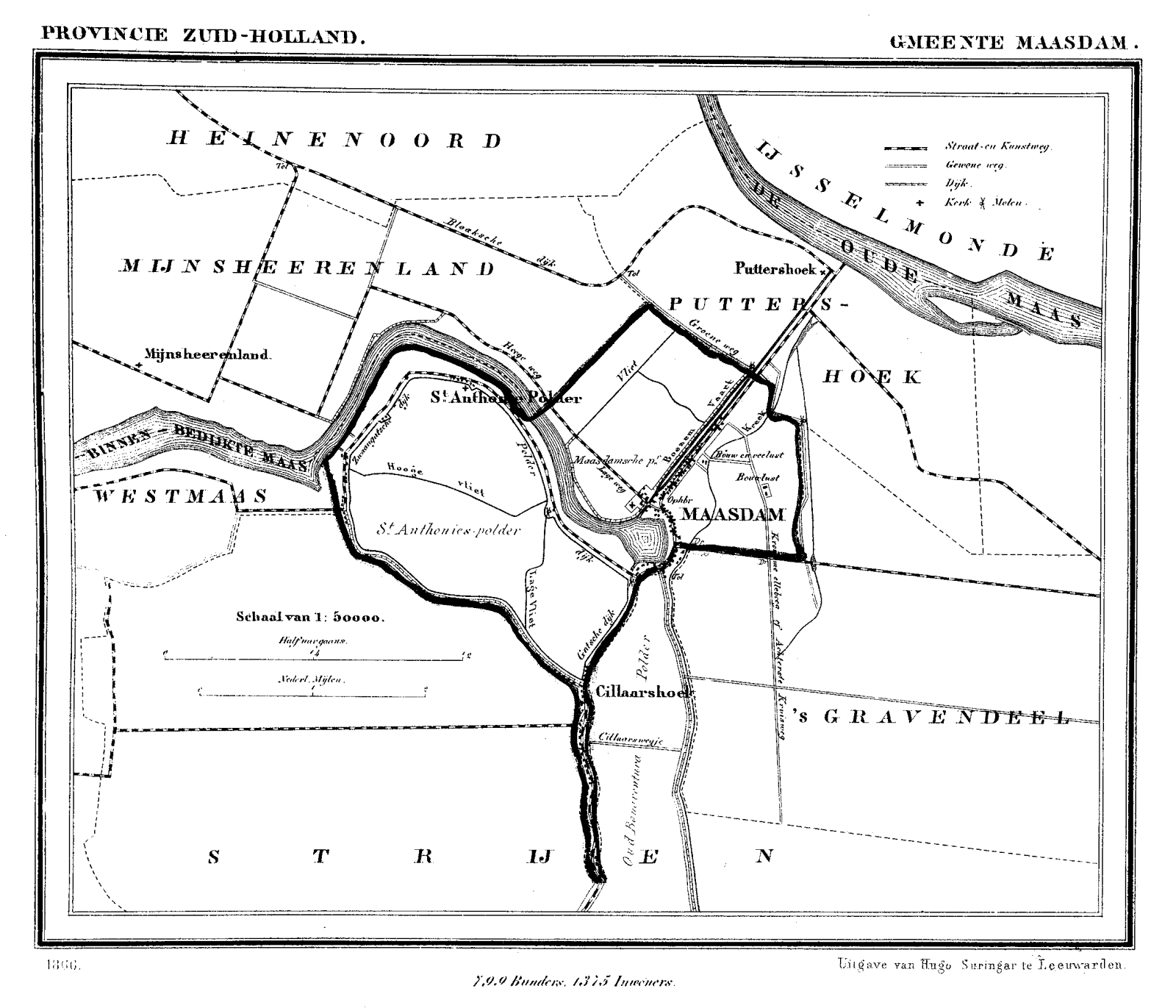
Історична мапа муніципалітету Масдам (1871)
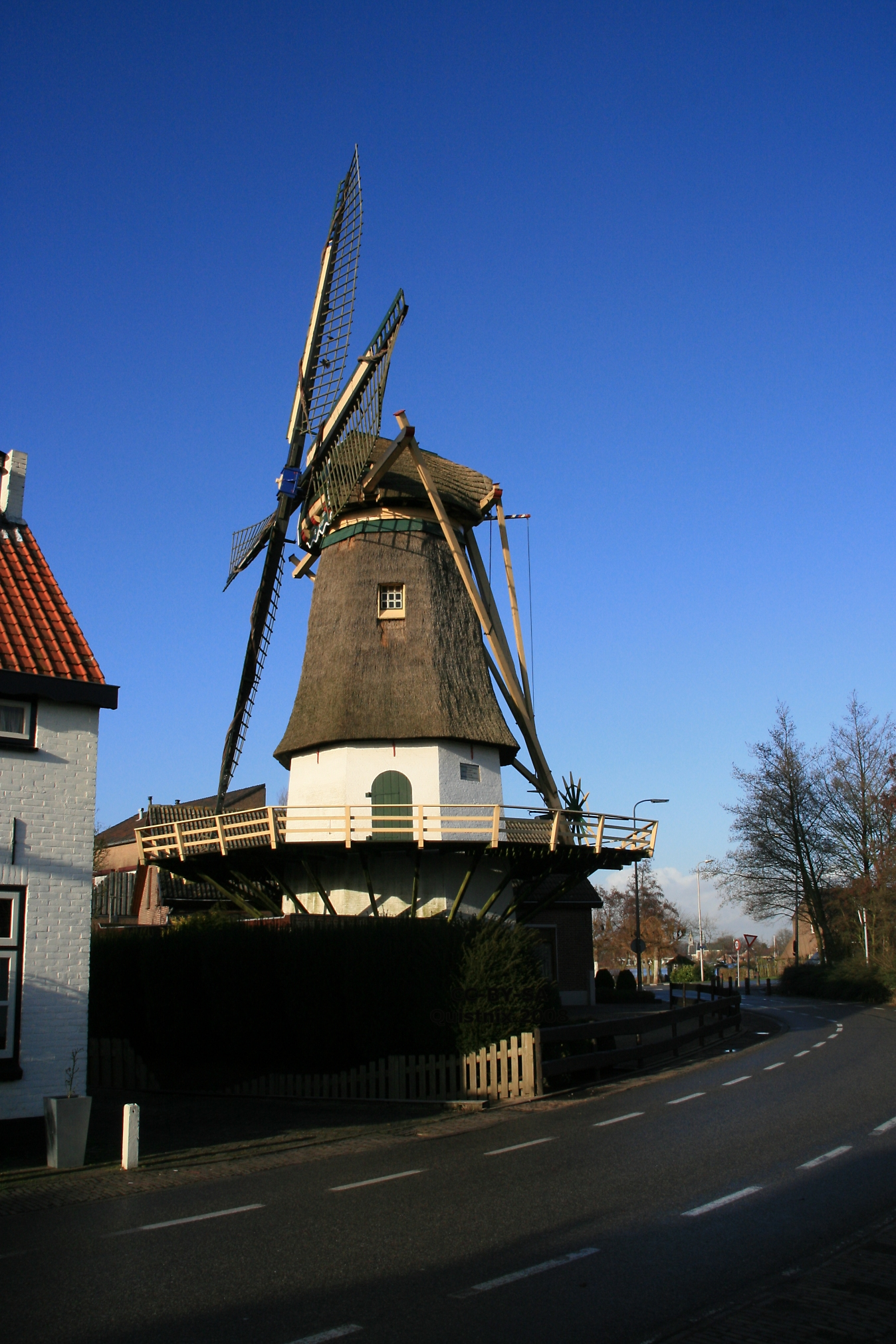
Вітряк De Hoop
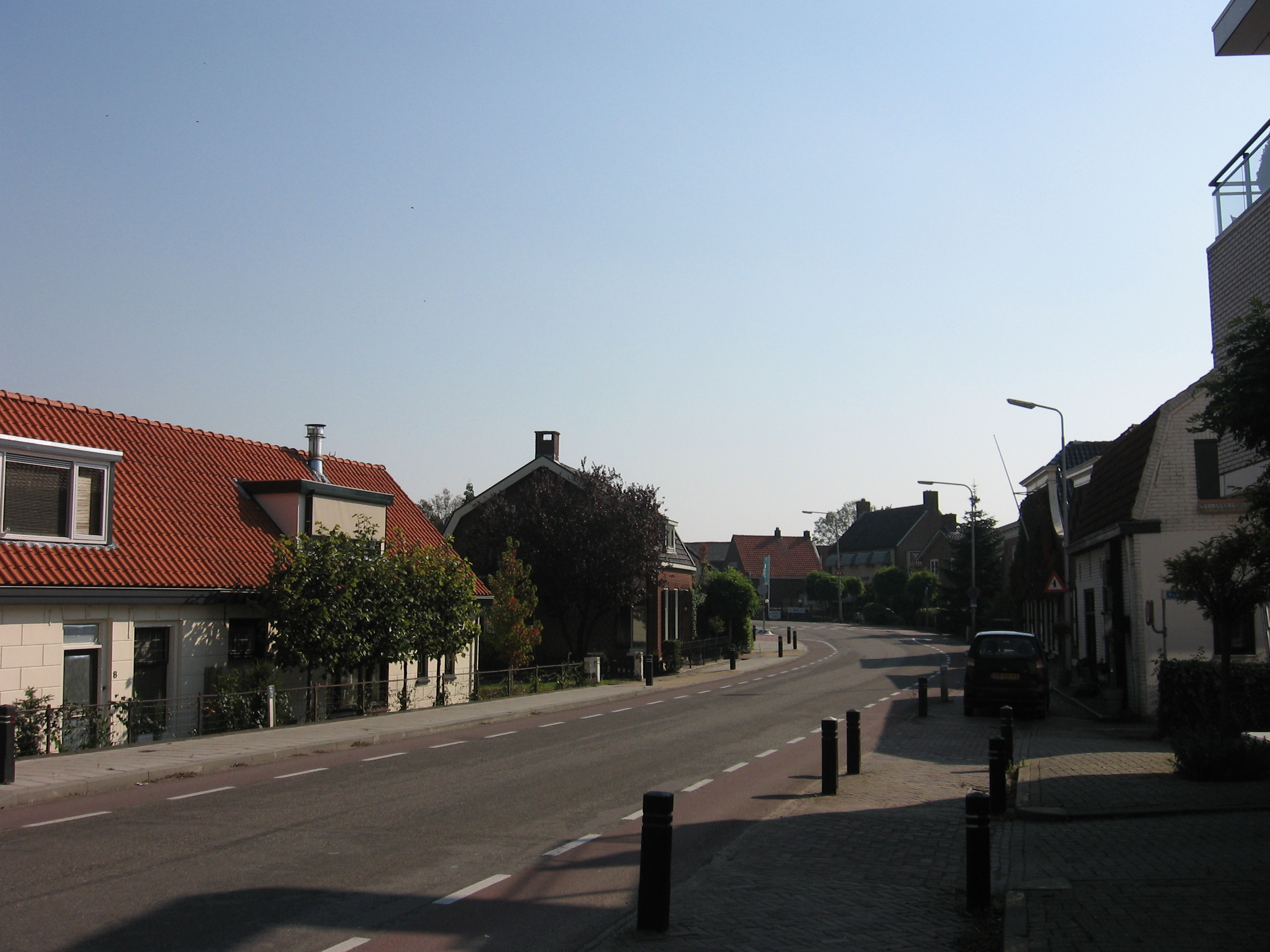
Вулична панорама